# PERSONALITY
『PERSONALITY』（パーソナリティ）は、日本の歌手、高橋優のメジャー7枚目のフルアルバム。2020年10月21日にワーナーミュージックジャパンからリリースされた。

## 概要
前作『STARTING OVER』から約2年ぶりとなるフルアルバム。
今作がアミューズ退所後初のCDリリースとなる。高橋優のメジャーデビュー後、7枚目のリリースのフルアルバム。2020年からデジタルシングルでリリースした3曲（「one stroke」、「room」、「自由が丘」）や、2019年にNHK発達障害キャンペーンのイメージソングに起用された「アスファルトのワニ」に新曲11曲を加えた全15曲を収録。

## 収録曲
全作詞・作曲：高橋優。

### CD
1. 八卦良 [4:38]
2. room [3:43]
3. RUN [3:10]
4. 自由が丘 [5:14]
5. LIFE [5:00]
6. DANCE WITH ME [3:53]
7. アスファルトのワニ [5:17]
8. CLOSE CONTACT [4:00]
9. フライドポテト [3:53]
10. ABC [3:06]
11. 本命 [4:08]
12. 東京うんこ哀歌 [4:26]
13. ORION [5:25]
14. one stroke [5:46]
15. PERSONALITY [5:57]

### 特典CD（期間生産限定盤Aのみ）
メジャーデビュー10周年記念特設サイトにて実施された「弾き語り楽曲投票」でファンから投票された上位10曲に加え、幻の弾き語り曲「開け放つ窓」を高橋本人の弾き語りにて収録。
1. こどものうた
2. 駱駝
3. 素晴らしき日常
4. 福笑い
5. 少年であれ
6. 同じ空の下
7. リーマンズロック
8. BEAUTIFUL
9. 虹
10. プライド
11. 開け放つ窓

### DVD（期間生産限定盤Bのみ）
2013年にリリースされたミュージックビデオ集「男優」以降に制作された作品をまとめたMV集 (#1-15)、デビューからの10年間の抜粋ライブ映像＋本人インタビューによるドキュメンタリー映像 (#16) を収録。
1. パイオニア
2. 太陽と花
3. 明日はきっといい日になる
4. さくらのうた
5. 産まれた理由
6. 光の破片
7. ロードムービー
8. 虹
9. ルポルタージュ
10. プライド
11. ありがとう
12. Mr.Complex Man（スペシャルエディット）
13. one stroke（未完成版）
14. room
15. 自由が丘
16. （Documentary） THE LIVE 2010-2020 〜Road of 10th Anniversary Document〜